# Jeff Kanew
Jeff Kanew, né le 16 décembre 1944 à New York, est un réalisateur américain. Il a notamment tourné avec Kirk Douglas, Burt Lancaster et Kathleen Turner. Son premier film, un documentaire, date de 1972 et le dernier de 2011. Il a également travaillé pour la télévision américaine.

## Filmographie

### Au cinéma
- 1972 : Black Rodeo (documentaire)
- 1979 : Natural Enemies
- 1983 : Un flic aux trousses (Eddie Macon's Run)
- 1984 : Les Tronches (Revenge of the Nerds)
- 1985 : Touché ! (Gotcha)
- 1986 : Coup double (Tough Guys)
- 1989 : Les Scouts de Beverly Hills (Troop Beverly Hills)
- 1991 : Un privé en escarpins (V.I. Warshawski)
- 2003 : Babij Jar
- 2005 : National's Lampoon's: Adam and Eve
- 2009 : Kirk DouglasL Before I Forget (documentaire)
- 2011 : 301, La légende de Superplus Maximus (National Lampoon’s 301: The Legend of Awesomest Maximus Wallace Leonidas)

### À la télévision
- 1985 : Night Fever, épisode 2, saison 1, de la série télévisée américaine Alfred Hitchcock présente
- 2000 : Bar Mitzvah, épisode 18, saison 6, de la série télévisée américaine Les Anges du bonheur (Touch by an Angel)
- 2000 : The Empty Chair, épisode 6, saison 7, de la série télévisée américaine Les Anges du bonheur (Touch by an Angel)
- 2001 : The Sign of Dove, épisode 21, saison 7, de la série télévisée américaine Les Anges du bonheur (Touch by an Angel)
- 2011 : An Angels' Heart, épisode 1, saison 1, de la série télévisée américaine Cursed
- 2011 : Battle to the Sky, épisode 2, saison 1, de la série télévisée américaine Cursed

## Source
- Jean Tulard, Dictionnaire du cinéma. Les Réalisateurs, vol. I., Paris, Éditions Robert Laffont, « Bouquins », 2007